# Tawi-Tawi
Tawi-Tawi is een provincie in het uiterste zuidwesten van de Filipijnen. De provincie ligt verpreid over vele eilanden tussen Mindanao en Borneo (Oost-Maleisië) die de Sulu-eilanden heten. Bestuurskundig maakt de provincie deel uit van regio ARMM (Autonomous Region in Muslim Mindanao). De hoofdstad van de provincie is de gemeente Panglima Sugala. Bij de census van 2015 telde de provincie bijna 391 duizend inwoners.

## Geografie

### Bestuurlijke indeling
Tawi-Tawi bestaat uit 11 gemeenten.
| - Bongao - Languyan - Mapun - Panglima Sugala - Sapa-Sapa - Sibutu | - Simunul - Sitangkai - South Ubian - Tandubas - Turtle Islands |

Deze stad en gemeenten zijn weer verder onderverdeeld in 203 barangays.

## Demografie
Tawi-Tawi had bij de census van 2015 een inwoneraantal van 390.715 mensen. Dit waren 24.165 mensen (6,6%) meer dan bij de vorige census van 2010. Ten opzichte van de census van 2000 was het aantal inwoners gegroeid met 68.398 mensen (21,2%). De gemiddelde jaarlijkse groei in die periode kwam daarmee uit op 1,22%, hetgeen lager was dan het landelijk jaarlijks gemiddelde over deze periode (1,72%).

De bevolkingsdichtheid van Tawi-Tawi was ten tijde van de laatste census, met 390.715 inwoners op 3626,55 km², 107,7 mensen per km².

## Economie
Tawi-Tawi is een relatief arme provincie. Uit cijfers van het National Statistical Coordination Board (NSCB) uit het jaar 2003 blijkt dat 40,2% (11.707 mensen) onder de armoedegrens leefde. In het jaar 2000 was dit nog 57,2%. Daarmee stond Tawi-Tawi 40e op de lijst van provincies met de meeste mensen onder de armoedegrens. Van alle 79 provincies stond Tawi-Tawi 60e op de lijst van provincies met de ergste armoede..